# Jakob Plutte
Jakob Plutte (* 1985 in Detmold) ist ein deutscher Schauspieler.

## Leben
Jakob Plutte sammelte erste Bühnenerfahrungen bei der Berliner Vaganten Bühne. Von 2007 bis 2011 studierte er Schauspiel an der Universität der Künste Berlin. Während des Studiums war er als Gast beim Theater an der Parkaue, am Deutschen Theater und am Maxim Gorki Theater engagiert, wo er u. a. mit Christoph Mehler und Annette Pullen arbeitete.
Von 2011 bis 2015 war er festes Ensemblemitglied am Theater Osnabrück und spielte zahlreiche Rollen des klassischen und modernen Theaterrepertoires in Regiearbeiten von Christine Eder, Annette Pullen, Anne Lenk, Jan Jochymski, Dominik Günther, Malte C. Lachmann und Gustav Rueb. Zu seinen Osnabrücker Rollen gehörten Valère, Lysander, Malcolm, Schweizer, der Hauptmann Soljony in Drei Schwestern, Relling in Die Wildente, Erich Spitta in Die Ratten und der Linsenschleifer Federzoni in Das Leben des Galilei.
2017 arbeitete er bei der Gründung der gemeinnützigen Theatergenossenschaft Traumschüff mit und baute bis 2020 in Vollzeit das Wandertheater „Traumschüff“ mit auf, eine schwimmende Bühne, mit der Theater besonders im ländlichen Raum (Brandenburg, Havelland, Mecklenburger Seenplatte) aufgeführt wird. Bei der „TRAUMSCHÜFF“-Bühne war er neben seiner Tätigkeit als Schauspieler außerdem Leiter der Schiffstechnik und Teil des künstlerischen Leitungsteams. 2018 gastierte er in der Produktion Obdakh über das ehemalige  Jüdische Waisenhaus in Berlin-Pankow beim „Theater OFW“.
Plutte übernahm auch Rollen im Kino und im Fernsehen. Er arbeitete dabei u. a. mit Robert Jenne, Berengar Pfahl, Hermine Huntgeburth und Florian Baxmeyer.
Jakob Plutte lebt in Berlin.

## Filmografie (Auswahl)
- 2011: Five Minute Love Story (Kurzfilm)
- 2013: Die Männer der Emden
- 2015: Einmal Hallig und zurück (Fernsehfilm)
- 2016: Tatort: Der hundertste Affe (Fernsehreihe)